# التجمع الوطني الديمقراطي (الجزائر)
التجمع الوطني الديمقراطي هو حزب سياسي في الجزائر. أسس يوم: 26 فيفري 1997.
في الانتخابات البرلمانية لعام 2002 حصل الحزب على 610 461 صوت (8.2%, 47 مقعد).وفي انتخابات البرلمان لسنة 2012 حل ثانيا وحصل على 68 مقعد

## وصلات خارجية
- الموقع الرسمي لحزب: التجمع الوطني الديمقراطي.

1. ↑  قائمة النواب حسب الإنتماء السياسي: حزب التجمع الوطني الديمقراطي. [وصلة مكسورة] نسخة محفوظة 21 أغسطس 2012 على موقع واي باك مشين.
2. ↑  القائمة الاسمية لأعضاء مجلس الأمة [وصلة مكسورة] نسخة محفوظة 19 أغسطس 2017 على موقع واي باك مشين.